# Willy De Clercq

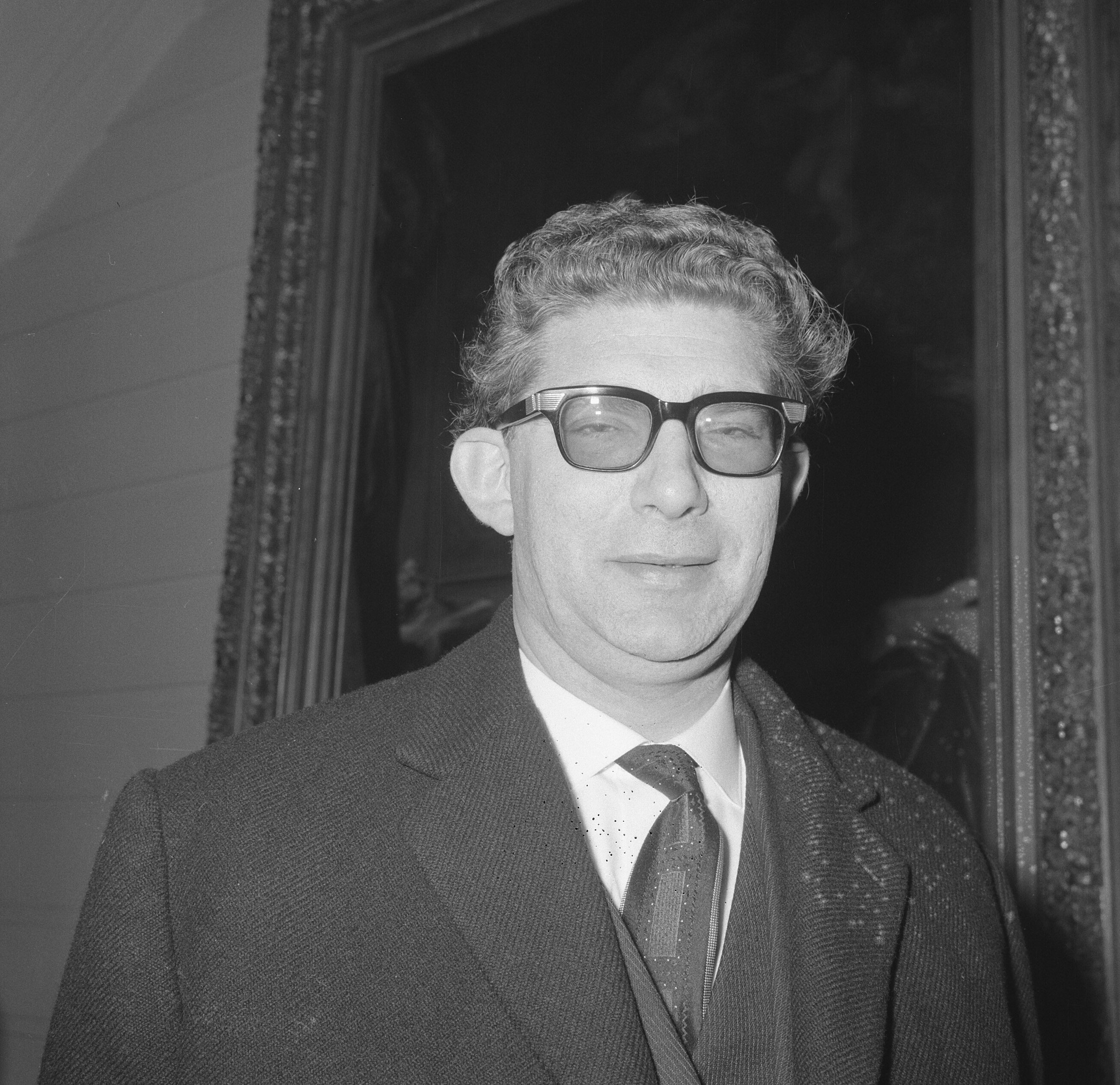
Willy De Clercq, 1966

Willy De Clercq (* 8. Juli 1927 in Gent; † 28. Oktober 2011 ebenda) war ein belgischer liberaler Politiker, EU-Kommissar und Mitglied des Europäischen Parlaments.

## Laufbahn
Er studierte Jura und wurde Anwalt beim Appellationsgericht in Gent und Professor an der Universität Gent und der Vrije Universiteit Brussel. Obwohl er eine erfolgreiche Anwaltskarriere hatte, wechselte er in die Politik. Er wurde Mitglied der Liberalen Jugend, städtisches Ratsmitglied und Parlamentsmitglied. Lange Jahre war er Präsident der damaligen liberalen Partei Partij voor Vrijheid en Vooruitgang.
De Clercq diente in verschiedenen Koalitionsregierungen. Er war Haushaltsminister von 1960 bis 1961, stellvertretender Premier- und Haushaltsminister von 1966 bis 1968, stellvertretender Premier- und Finanzminister von 1973 bis 1974 und stellvertretender Premierminister im Jahr 1980. Während der 1970er Jahre war er Präsident bzw. Gouverneur verschiedener internationaler währungspolitischer Institutionen.
1979 bis 1981 war De Clercq Mitglied des Europäischen Parlaments. Von 1981 bis 1985 und erneut von 1990 bis 1995 stand er der Föderation der Europäischen Liberalen und Demokraten (ELD) bzw. Europäischen Liberalen, Demokraten und Reformer (ELDR) vor. Von 1985 bis 1989 war er in der Kommission Delors I europäischer Kommissar für Handel und Außenpolitik. In seine Zuständigkeit fiel die Vorbereitung des Europäischen Binnenmarktes, der durch die  Einheitliche Europäische Akte beschlossen war, ebenso wie die Zusammenarbeit mit den Ländern der EFTA.
Nach seiner Amtszeit als EU-Kommissar wurde er 1989 erneut ins Europäische Parlament gewählt. Nachdem er 1994 und 1999 wiedergewählt worden war, schied er am 19. Juli 2004 aus dem Parlament aus.
Am 6. Januar 1985 wurde De Clercq vom belgischen König Baudouin I. zum Staatsminister ernannt. Er war damit bis zu seinem Tode auch Mitglied des Kronrats. 2006 wurden De Clercq und seine Frau Fernande Fazzi vom König dann als Burggraf und Burggräfin in den Adelsstand erhoben.

## Auszeichnungen
- 1988: Großes Goldenes Ehrenzeichen am Bande für Verdienste um die Republik Österreich[2]
- Großkreuz des Verdienstordens der Italienischen Republik